# Севець Віктор Степанович
Віктор Степанович Севець  (нар. 1 вересня 1928, Проскурів — пом. 9 лютого 2017,Хмельницький,Хмельницька обл.) — український живописець, графік; член Національної спілки художників України з 1998 року. Батько художника Ігора Севця.

## Біографія
Народився 1 серпня 1928 року в місті Проскурові (нині Хмельницький).
У 1948 році Віктор Севець вступив до Львівського училища прикладного мистецтва, де провчився три роки. Його вчителем був Іван Севера — відомий український скульптор. Але завершити освіту Віктору не вдалося — у голодні повоєнні роки треба було заробляти на хліб. У 1950 році Віктор Степанович повернувся у Проскурів, де працював у художньо-виробничих майстернях Художнього фонду УРСР (тоді вони називалися майстернями «УКООП–Художник»). Їх очолював російський графік, академік Академії мистецтв СРСР В. В. Корнєв. У визнаного класика гравюри Віктор Севець вчився секретам володіння різними техніками графіки.

## Трудова діяльність
У 1952-53 роках художник перебував у творчому відрядженні на будівництві Каховської ГЕС. Там він створив серію живописних етюдів — портрети, панорами будівництва, які у 1957 році експонувались на обласній виставці у Хмельницькому. В Новій Каховці у той час працювали українські митці Бондаренко В., Супонін П., Шишко С. Спілкування, знайомство з їхніми творами сприяли становленню Віктора Степановича як живописця. Там же він познайомився та подружився з Олександром Довженком, який збирав матеріали для своєї кіноповісті «Поема про море».
Перша мандрівка Віктора Севця до Криму назавжди визначила основний вектор його малярства — морські краєвиди, сповнені ліризму, філософських роздумів про вічність природи. 1961-го року у Криму прийшло й справжнє визнання. З нагоди 100-літнього ювілею російського живописця Костянтина Коровіна у будинку творчості його імені у Гурзуфі відбувся конкурс мариністів, на якому були відзначені роботи В.Севця. Того ж року дві роботи художника — краєвид «Ай-Петрі» та морський пейзаж вперше експонувались на Республіканській виставці в Києві.

## Персональні виставки
Віктор Севець — учасник багатьох виставок: всесоюзних, республіканських, міжнародних (Росія, Білорусь, Польща, Японія, Німеччина, Угорщина, Греція, Австрія). Він провів близько тридцяти персональних виставок. Відповідно й твори Віктора Степановича розсіялися по численних державних музеях та приватних збірках. І то не дивно, адже його реалістично достовірні пейзажі, подільські краєвиди — не просто відтворена дійсність, вони відбивають глибоко поетичне сприйняття природи автором.
Портрет у Віктора Степановича — це увічнений на полотні світ конкретної людини. Він майстерно відтворює риси моделі, проникає у її характер, передає настрій.

## Нагороди
За понад шістдесятилітню творчу діяльність митець написав біля чотирьох тисяч полотен. Художні здобутки Віктора Севця, члена Національної спілки художників України (1995 р.) гідно поціновані громадськістю: у 1998 році він став лауреатом обласної премії ім. В.Розвадовського, у 2003 — міської ім. Б.Хмельницького, він є дипломантом міжнародних виставок «Марина — 2000», «Марина — 2004», нагороджений дипломом Російського центру науки і культури у Варшаві за проведення виставки «Гармонія» та дипломом Національної спілки художників України за особистий вклад у розвиток образотворчого мистецтва України.
Художник плідно співпрацював з Хмельницьким обласним художнім музеєм, в якому провів три персональні виставки. У збірці музею зберігається чотири твори митця: три — морські пейзажі («В порту», «На Азовському», «Судно на розвантажуванні»), один — краєвид рідної землі «Збір сіна».
Помер 9 лютого 2017 року.